# 21356 Карлпланк
21356 Карлпланк (21356 Karlplank) — астероїд головного поясу, відкритий 31 березня 1997 року.
Тіссеранів параметр щодо Юпітера — 3,370.